# کاماسیت
کاماسیت آلیاژی از آهن و نیکل است که در زمین فقط در شهاب سنگ‌ها یافت می‌شود. در این آلیاژ نسبت آهن: نیکل بین ۱۰:۹۰ و ۵:۹۵ می‌باشد و ممکن است مقادیر کمی از عناصر دیگر مانند کبالت یا کربن نیز در آن یافت شوند. این کانی دارای درخشندگی فلزی بوده و خاکستری رنگ است و ساختار بلوری آن ایزومتریک-هگزوکتاهدرال است. چگالی آن در حدود ۸ گرم بر سانتی‌متر مکعب بوده و سختی آن در مقیاس سختی موس ۴ می‌باشد. این آلیاژ گاهی اوقات بالکنیزن نیز نامیده می‌شود.
این نام در سال ۱۸۶۱ ابداع شده و از ریشه یونانی καμακ ("kamak") یا κάμαξ ("kamaks") به معنای قطب انگور گرفته شده‌است. این آلیاژ ماده اصلی تشکیل دهنده شهاب سنگ‌های آهنی (از نوع هشت وجهی و هگزادریتی) است که در نوع هشت وجهی آن، نوارهایی درهم آمیخته با تانیت و تشکیل الگوهای ویدمن‌اشتاتن یافت می‌شود. در هگزادریت‌ها، خطوط موازی ظریفی به نام خطوط نویمان اغلب دیده می‌شود که شواهدی برای تغییر شکل ساختاری صفحات کاماسیت مجاور به دلیل ضربه ناشی از ضربه است.
گاهی اوقات کاماسیت را به قدری مخلوط شده با تانیت می‌توان یافت که تشخیص بصری آنها دشوار بوده و پلسیت را تشکیل می‌دهد. بزرگ‌ترین کریستال کاماسیت ثبت شده اندازه ای با ابعاد ۹۲×۵۴×۲۳ سانتی‌متر داشته‌است.

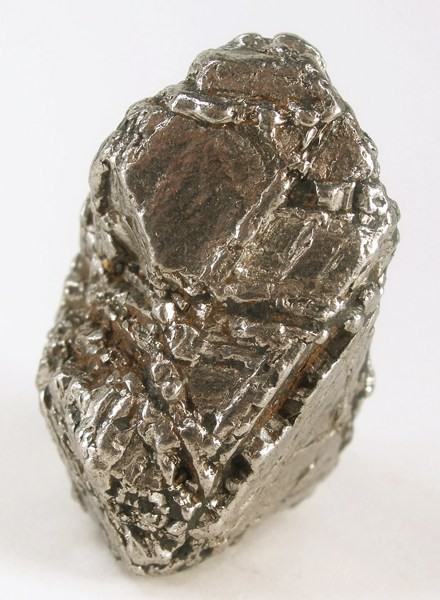
Kamacite and taenite after taenite, exhibiting the octahedral structure of taenite, Nantan (Nandan) iron meteorite, Nandan County, Guangxi Zhuang Autonomous Region, China. Size: 4.8×3٫0×2.8 cm. The Nantan irons, a witnessed fall in 1516, have a composition of 92.35% iron and 6.96% nickel.

## مشخصات فیزیکی
کاماسیت دارای خواص فیزیکی منحصر به فرد بسیاری از جمله ساختار تامسون و چگالی بسیار بالا است.

### شناسایی
کاماسیت مات بوده و در سطح آن معمولاً سایه‌های مختلفی از رگه‌های خاکستری یا الگوهای «لحافی» نقش بسته‌است. کاماسیت درخشندگی فلزی دارد. کاماسیت بر اساس میزان ضربه ای که متحمل شده‌است می‌تواند از نظر سختی متفاوت باشد، اما معمولاً سختی آن در مقیاس سختی موس ۴ می‌باشد. شوک، سختی کاماسیت را افزایش می‌دهد ولی با بررسی سختی کاماسیت نمی‌توان به صورت ۱۰۰٪ به تاریخچه شوک پی برد؛ زیرا دلایل بی‌شماری دیگر وجود دارد که باعث افزایش سختی کاماسیت می‌شوند.
چگالی اندازه‌گیری شده برای کاماسیت، ۷٫۹ گرم بر سانتی‌متر مکعب است. هیچ صفحه شکافی در کاماسیت وجود ندارد که باعث شکستگی هکری شود. کاماسیت مغناطیسی و ایزومتریک است و همین باعث می‌شود به صورت ایزومتریک نوری رفتار کند.
تانیت حاوی نیکل بیشتری (۱۲ تا ۴۵ درصد وزنی Ni) نسبت به کاماسیت (که ۵ تا ۱۲ درصد وزنی Ni) است. افزایش محتوای نیکل باعث می‌شود تانیت ساختار FCC داشته باشد، در حالی که میزان آهن بیشتر کاماسیت باعث می‌شود ساختار BCC داشته باشد. این تفاوت ناشی از نیکل و آهن است که اندازه مشابهی دارند اما برهمکنش‌های مغناطیسی و کوانتومی بین اتمی آنها متفاوت است.

#### فاز چهارضلعی
در آزمایش‌های پودر اشعه ایکس و زیر میکروسکوپ شواهدی از فاز چهار ضلعی مشاهد شد. هنگام آزمایش دو شهاب‌سنگ، مقادیر D-value که می‌توان آن را «بر اساس سلول واحد چهارضلعی شاخص‌گذاری کرد، اما نه بر اساس یک سلول واحد مکعبی یا شش ضلعی». حدس زده می‌شود که e-iron، یک چند شکلی شش ضلعی از آهن، باشد.

### ساختارهای تامسون
ساختارهای تامسون که معمولاً به آنها الگوهای ویدمن‌اشتاتن گفته می‌شود، بافت‌هایی هستند که اغلب در شهاب سنگ‌هایی که حاوی کاماسیت هستند دیده می‌شوند. اینها نوارهایی هستند که معمولاً بین کاماسیت و تانیت متناوب هستند. جی. تامسون در سال ۱۸۰۴ پس از تمیز کردن یک نمونه با اسید نیتریک به این ساختارها برخورد کرد و متوجه الگوهای هندسی شد. او مشاهدات خود را در یک مجله فرانسوی منتشر کرد، اما به دلیل جنگ‌های ناپلئونی، دانشمندان انگلیسی که بیشتر تحقیقات شهاب سنگ آن زمان را انجام می‌دادند، هرگز آثار او را ندیدند. چهار سال پس از آن، در سال ۱۸۰۸ همان الگوها توسط کنت آلویس فون بکه ویدمانشتتن که در حال گرم کردن شهاب‌سنگ‌های آهنی بود، کشف شد که متوجه الگوهای هندسی ناشی از نرخ‌های متفاوت اکسیداسیون کاماسیت و تانیت شد. ویدمنشتاتن در مکاتباتی با بسیاری از همکارانش در مورد این الگوها سخن گفته که در بیشتر ادبیات‌ها از آنها به عنوان الگوهای ویدمانشتاتن یاد می‌شود.
ساختارهای تامسون یا الگوهای ویدمن‌اشتاتن با سرد شدن شهاب سنگ ایجاد می‌شوند. در دماهای بالا، هم آهن و هم نیکل دارای دارای ساختار کریستالی FCC هستند. تشکیل شهاب سنگ به صورت تانیت کاملاً مذاب (بیشتر از ۱۵۰۰ درجه سانتیگراد) شروع شده و با سرد شدن از ۷۲۳ درجه سانتیگراد، فاز اولیه اولیه آلیاژ به تانیت تبدیل می‌شود و کاماسیت شروع به رسوب می‌کند. در مرحله است که شهاب‌سنگ در دمای زیر ۷۲۳ درجه سانتیگراد سرد می‌شود و ساختارهای تامسون تشکیل شده و می‌توانند تا حد زیادی تحت تأثیر دما، فشار و ترکیب شهاب‌سنگ قرار بگیرند.

### خواص نوری
کاماسیت مات بوده و فقط در میکروسکوپ نوری بازتابی قابل مشاهده است. همچنین ایزومتریک است؛ بنابراین رفتار همسانگرد دارد.

### مغناطیس
هنگامی که شهاب سنگ در دمای زیر ۷۵۰ درجه سانتیگراد سرد می‌شود، تغییر فاز آهن به فاز کاماسیت سبب بروز مغناطیسی می‌شود. در طول این سرد شدن، شهاب سنگ خواص مغناطش حرارتی غیر معمول پیدا می‌کند. خواص مغناطیسی مواد معدنی آهنی ای که تحت مغناطش حرارتی در پوسته زمین بدست می‌آید بیشتر از حالتی است که در شرایط برابر در دمای اتاق حاصل می‌شود. این روش یک مغناطش حرارتی غیر متعارف است زیرا به نظر می‌رسد به دلیل یک فرایند شیمیایی باقیمانده است که با سرد شدن تانیت به کاماسیت القا می‌شود. چیزی که این موضوع را به ویژه جالب می‌کند این است که نشان داده شده‌است که در تمام میدان‌های مغناطیسی کندریت‌های معمولی صدق کرده و نشان داده شده‌است به اندازه 0.4Os قدرت دارند.

## کریستالوگرافی
کاماسیت یک کانی ایزومتریک با سلول BCC است. کاماسیت معمولاً در بلورهای بزرگ یافت نمی‌شود. با این حال، بزرگ‌ترین کریستال کاماسیت که به‌طور غیرعادی بزرگ‌ترین آن‌ها کشف و ثبت شده بود، اندازه‌ای ۹۲×۵۴×۲۳ سانتی‌متر داشت. حتی با وجود کریستال‌های بزرگ که بسیار نادر هستند، درک کریستالوگرافی بسیار مهم است به گونه ای که نقش مهمی در شکل‌گیری ساختارهای تامسون ایفا می‌کند.

### تقارن
کاماسیت کریستال‌های ایزومتریک و شش وجهی را تشکیل می‌دهد که باعث می‌شود کریستال‌ها دارای عناصر تقارن زیادی باشند. کاماسیت در نماد هرمن ماگوین در کلاس 4/m32/m قرار می‌گیرد، به این معنی که دارای سه محور چهارگانه، چهار محور سه‌گانه، و شش محور دوگانه و نه صفحه آینه‌ای است. کاماسیت دارای یک گروه فضایی F m3m است.

### سلول واحد
کاماسیت از واحد تکرار شونده α-(Fe, Ni) تشکیل شده‌است. Fe0+0.9Ni0.1 که ابعاد سلول a = ۸٫۶۰۳، Z = ۵۴ را تشکیل می‌دهد. V = ۶۳۶٫۷۲. برهمکنش‌های مغناطیسی و کوانتومی بین اتمی اتم‌های آهن که با یکدیگر برهم‌کنش می‌کنند باعث می‌شود کاماسیت ساختار BCC داشته باشد.

## رخدادهای زمین‌شناسی
شهاب‌سنگ‌های کاماسیت در تمام قاره‌های زمین و همچنین در مریخ یافت شده‌اند.

### شهاب سنگ‌ها
کاماسیت عمدتاً با شهاب‌سنگ‌ها مرتبط است، زیرا به دمای بالا، فشار کم و تعداد کمی از عناصر واکنش‌پذیر دیگر مانند اکسیژن نیاز دارد. شهاب سنگ‌های کندریتی را می‌توان بر اساس کندرول‌های موجود به گروه‌هایی تقسیم کرد. سه نوع عمده وجود دارد: کندریت‌های انستاتیت، کندریت‌های کربن دار و کندریت‌های معمولی. کندریت‌های معمولی فراوان‌ترین نوع شهاب‌سنگ‌هایی هستند که روی زمین یافت می‌شوند و ۸۵ درصد از کل شهاب‌سنگ‌های ثبت‌شده را تشکیل می‌دهند. گمان می‌رود کندریت‌های معمولی همگی از سه منبع مختلف سرچشمه می‌گیرند، بنابراین در سه نوع LL, L، و H آمده‌اند. LL مخفف Low iron, Low metal بوده، L مخفف Low iron abundance و H مخفف High iron content می‌باشد. همه کندریت‌های معمولی حاوی کاماسیت هستند که با حرکت از کندریت‌های H به LL، فراوانی آنها کاهش می‌یابد. کاماسیت همچنین در بسیاری از شهاب‌سنگ‌های کمتر رایج مزوسایدریت و کندریت E نیز یافت می‌شود. کندریت‌های E، کندریت‌هایی هستند که عمدتاً از انستاتیت ساخته شده‌اند و تنها ۲ درصد از شهاب سنگ‌هایی را تشکیل می‌دهند که بر روی زمین می‌افتند. کندریت‌های E دارای منبع سنگ کاملاً متفاوتی نسبت به کندریت‌های معمولی هستند. در تجزیه و تحلیل کاماسیت در کندریت‌های E، مشخص شد که آنها معمولاً حاوی نیکل کمتری نسبت به میانگین هستند.

### فراوانی
از آنجایی که کاماسیت فقط در فضا تشکیل می‌شود و فقط در زمین در شهاب سنگ‌ها یافت می‌شود، در زمین فراوانی بسیار کمی دارد. تعیین فراوانی آن در خارج از منظومه شمسی دشوار است. آهن، جزء اصلی کاماسیت، ششمین عنصر فراوان در کیهان می‌باشد.

### مواد معدنی مرتبط
تانیت و توچیلینیت مواد معدنی هستند که معمولاً با کاماسیت مرتبط هستند

## نمونه‌های خاص

### دهانه شهاب سنگ آریزونا
کاماسیت در دهانه شهاب سنگ آریزونا یافت و مورد مطالعه قرار گرفته‌است. دهانه شهاب سنگ اولین مکان تأیید شده برخورد شهاب سنگ بر روی این سیاره بود و این پدیده تا دهه ۱۹۵۰ به‌طور جهانی به ناشناخته بود. در دهه ۱۹۶۰ سازمان زمین‌شناسی ایالات متحده کاماسیت را در نمونه‌های جمع‌آوری شده از اطراف سایت کشف کرد که این ماده معدنی را به شهاب سنگ‌ها مرتبط می‌کرد.

### سیارات
کاماسیت در درجه اول بر روی شهاب سنگ‌ها شکل می‌گیرد اما در اجرام فرازمینی مانند مریخ نیز یافت شده‌اند. این پدیده توسط کاونده مریخ (MER) کشف شد. کاماسیت از مریخ منشأ نگرفته‌است بلکه توسط یک شهاب سنگ در آنجا قرار گرفته‌است. این امر به ویژه مورد توجه بود؛ زیرا شهاب سنگ‌ها را در ذیل طبقه کمتر شناخته شده مزوسیدریت‌ها قرار می‌داد. مزوسیدریت‌ها در زمین بسیار نادر هستند و وجود آنها در مریخ سرنخ‌هایی از وجود صخره‌های بزرگتر سنگی به عنوان منشأ آنها می‌دهد.

## کاربردها

### موزه‌ها، دانشگاه‌ها و تهیه نمونه عکس
به دلیل نادر بودن و ظاهر کلی کسل کننده کاماسیت، در میان کلکسیونرهای خصوصی محبوبیتی ندارد. با این حال بسیاری از موزه‌ها و دانشگاه‌ها نمونه‌هایی از کاماسیت را در مجموعه خود دارند. معمولاً نمونه‌های کاماسیت با استفاده از پولیش و اسید برای نشان دادن ساختارهای تامسون تهیه می‌شوند. آماده‌سازی نمونه‌ها به وسیله شستن آنها در یک حلال صورت می‌گیرد، مانند کاری که تامسون با اسید نیتریک انجام داد تا ساختارهای تامسون را نشان دهد. سپس به شدت جلا داده می‌شوند تا براق به نظر برسند. به‌طور کلی کاماسیت را می‌توان به راحتی از تانیت جدا کرد زیرا پس از این فرایند کاماسیت کمی تیره‌تر از تانیت به نظر می‌رسد.

### نگاه به آینده
کاماسیت و تانیت هر دو پتانسیل این را دارند که از نظر اقتصادی ارزشمند باشند. یکی از راهکارهای سودآور کردن استخراج سیارک‌ها، استفاده از عناصر نایاب آنها می‌باشد.
استخراج سیارک برای مصارف فضایی می‌تواند عملی تر باشد، زیرا حمل و نقل مواد از زمین پرهزینه است. مشابه برنامه‌های فعلی برای استفاده مجدد از ماژول‌های ایستگاه فضایی بین‌المللی در ماموریت‌های دیگر، می‌توان از یک شهاب سنگ آهنی برای ساخت فضاپیما در فضا استفاده کرد. ناسا طرح‌های اولیه ای را برای ساخت یک سفینه فضایی در فضا ارائه کرده‌است.